# White River, Ontario
White River är en ort i Kanada.   Den ligger i distriktet Algoma och provinsen Ontario, i den sydöstra delen av landet, 800 km väster om huvudstaden Ottawa. White River ligger 374 meter över havet och antalet invånare är 607. Den ligger vid sjöarna  Little Lake och Picnic Lake.
Terrängen runt White River är huvudsakligen platt. White River ligger nere i en dal. Trakten är glest befolkad. 